# 山口県道267号中ノ川於福停車場線
山口県道267号中ノ川於福停車場線（やまぐちけんどう267ごう なかのかわおふくていしゃじょうせん）は、山口県下関市から美祢市に至る一般県道である。

## 概要
下関市豊田町大字殿敷から美祢市於福町下のJR西日本美祢線 於福駅前に至る。

### 路線データ
- 起点：下関市豊田町大字殿敷（山口県道65号山陽豊田線交点）
- 終点：美祢市於福町下（JR西日本美祢線 於福駅前）

## 歴史
- 1958年（昭和33年）10月1日 - 山口県告示第644号の2により認定される。
- 1972年（昭和47年） - 山口県の県道番号再編により現行の路線番号に変更される。
- 2005年（平成17年）2月13日 - 下関市と豊浦郡の全4町が対等合併して改めて下関市が設置されたことに伴い起点の地名表記が変更される（豊浦郡豊田町殿敷字中ノ川→下関市豊田町殿敷字中ノ川）。

## 路線状況

### 重複区間
- 山口県道38号美祢油谷線（美祢市於福町上）
- 山口県道341号大嶺於福線（美祢市於福町上）

## 地理

### 通過する自治体
- 山口県
  - 下関市 - 美祢市

### 交差する道路
| 交差する道路                         | 市町村名 | 交差する場所   | 交差する場所 |
| ------------------------------------ | -------- | -------------- | ------------ |
| 山口県道65号山陽豊田線               | 下関市   | 豊田町大字殿敷 | 起点         |
| 国道435号                            | 美祢市   | 豊田前町麻生下 | 麻生交差点   |
| 山口県道38号美祢油谷線 重複区間起点  | 美祢市   | 於福町上       |              |
| 山口県道38号美祢油谷線 重複区間終点  | 美祢市   | 於福町上       |              |
| 山口県道341号大嶺於福線 重複区間起点 | 美祢市   | 於福町上       |              |
| 山口県道341号大嶺於福線 重複区間起点 | 美祢市   | 於福町上       |              |

### 沿線
- 美祢市立豊田前小学校
- レークスワンカントリー倶楽部美祢コース
- 中国自然歩道
- 美祢テクノパーク
- 美祢カントリークラブ
- JR西日本美祢線 於福駅
- 道の駅おふく（終点付近）